# Рассеяние Ми

Диаграмма направленности рассеяния Ми диэлектрической сферой при облучении линейно-поляризованной волной. (Параметры взяты вблизи октупольного резонанса сферы)

Ми-резонансы в зависимости от радиуса

Рассеяние света сферической частицей (рассеяние Ми) — классическая задача электродинамики, решённая в 1908 году Густавом Ми для сферической частицы произвольного размера.
Задача рассматривает рассеяние электромагнитной волны, имеющей напряжённость электрического поля
{\displaystyle \mathbf {E} =\mathbf {E} _{0}e^{i\mathbf {k} \cdot \mathbf {r} -i\omega t},}
где ω — частота, k — волновой вектор, а E0 — амплитуда волны, на сферической частице с радиусом R и диэлектрической проницаемостью ε.
Решение задачи находится с помощью разложения электромагнитного поля на векторные сферические гармоники.

## Качественные результаты
Рассеяние зависит от соотношения размеров частицы и длины волны света в материале частицы. Рэлеевское рассеяние является частным случаем рассеяния Ми для случая, когда частица намного меньше длины волны. В этом случае внешняя электромагнитная волна поляризует частицу, возбуждая в ней переменный дипольный момент. Дипольный момент, колеблющийся в такт с частотой внешней волны, переизлучает свет с характерной для дипольного момента диаграммой направленности. Если можно пренебречь частотной зависимостью диэлектрической проницаемости частицы, интенсивность рассеяния зависит от частоты в четвертой степени, что приводит к сильному рассеянию коротких волн. В рассеянном белом свете преобладает голубой оттенок, а в нерассеянном — красный.
В случае близости размеров частицы к длине волны света диаграмма направленности рассеяния становится сложной. Проявляется интерференция волн, отражённых от различных участков поверхности частицы. Интенсивность рассеянного под определенным углом света зависит от того, сколько раз волна укладывается на диаметре частицы, поэтому она сильно зависит от размеров частицы. Когда в размеры частицы укладывается несколько длин волны, чередование максимумов и минимумов в диаграмме направленности становится настолько частым, что при падении белого света на, например, коллоидный раствор, наблюдатель увидит белый рассеянный свет. В итоге вещество с большим количеством таких частиц становится непрозрачным. В этом причина белого цвета облаков на небе, белого цвета молока и т. д. Раствор коллоидных частиц может быть окрашен в том случае, когда вещество частиц избирательно поглощает свет в определенном спектральном диапазоне.
Если размеры сферы намного больше длины волны света, то поверхность сферы будет вести себя как плоская поверхность. Происходит преломление и отражение света, которые описываются формулами Френеля.

## Рассеяние плоской волны сферической частицей

Рассеяние плоской волны, падающей вдоль оси z на сферической наночастице радиусом a

Задача рассеяния сферической наночастицей решается точно независимо от размера частицы. Будем рассматривать рассеяние плоской волны, распространяющейся вдоль оси z, поляризованной по x. Диэлектрическая и магнитная проницаемости частицы {\displaystyle \varepsilon _{1}} и {\displaystyle \mu _{1}}, а среды — {\displaystyle \varepsilon } и {\displaystyle \mu } соответственно.
Для того, чтобы решить задачу рассеяния, выпишем сначала решения векторного уравнения Гельмгольца в сферических координатах, поскольку поля внутри и снаружи частицы должны ему удовлетворять. Уравнение Гельмгольца:
{\displaystyle \nabla ^{2}\mathbf {E} +{k}^{2}\mathbf {E} =0,\ \ \ \ \nabla ^{2}\mathbf {H} +{k}^{2}\mathbf {H} =0}
кроме уравнения Гельмгольца, поля должны ещё удовлетворять условиям {\displaystyle \nabla \cdot \mathbf {E} =\nabla \cdot \mathbf {H} =0} и {\displaystyle \nabla \times \mathbf {E} =i\omega \mu \mathbf {H} }, {\displaystyle \nabla \times \mathbf {H} =-i\omega \varepsilon \mathbf {E} }.
Всеми необходимыми свойствами обладают векторные сферические гармоники, введённые следующим образом:
{\displaystyle \mathbf {M} _{^{e}_{o}mn}=\nabla \times \left(\mathbf {r} \psi _{^{e}_{o}mn}\right)} — магнитные гармоники
{\displaystyle \mathbf {N} _{^{e}_{o}mn}={\frac {\nabla \times \mathbf {M} _{^{e}_{o}mn}}{\mathbf {k} }}} — электрические гармоники
где
{\displaystyle {\psi _{emn}=\cos m\varphi P_{n}^{m}(\cos \vartheta )z_{n}({k}r)}}
{\displaystyle {\psi _{omn}=\sin m\varphi P_{n}^{m}(\cos \vartheta )z_{n}({k}r)}}
и {\displaystyle P_{n}^{m}(\cos \theta )} — присоединенные полиномы Лежандра, а {\displaystyle z_{n}({k}r)} — любая из сферических функций Бесселя.
Далее необходимо разложить падающую плоскую волну по векторным сферическим гармоникам.
{\displaystyle \mathbf {E} _{inc}=E_{0}e^{ikr\cos \theta }\mathbf {e} _{x}=E_{0}\sum _{n=1}^{\infty }i^{n}{\frac {2n+1}{n(n+1)}}\left(\mathbf {M} _{o1n}^{(1)}(k,\mathbf {r} )-i\mathbf {N} _{e1n}^{(1)}(k,\mathbf {r} )\right)}
{\displaystyle \mathbf {H} _{inc}={\frac {-k}{\omega \mu }}E_{0}\sum _{n=1}^{\infty }i^{n}{\frac {2n+1}{n(n+1)}}\left(\mathbf {M} _{e1n}^{(1)}(k,\mathbf {r} )+i\mathbf {N} _{o1n}^{(1)}(k,\mathbf {r} )\right)}

здесь верхний индекс {\displaystyle (1)} означает, что в радиальной части функций {\displaystyle \psi _{^{e}_{o}mn}} — сферические функции Бесселя. 

Угловая часть магнитных и электрических векторных сферических гармоник. Красными и зелеными стрелками показаны направления векторного поля. Первые три порядка — диполи, квадруполи и гексаполи.

Коэффициенты разложения получаются при взятии интегралов вида
{\displaystyle {\frac {\int _{0}^{2\pi }\int _{0}^{\pi }\mathbf {E} _{inc}\cdot \mathbf {M} _{^{e}_{o}mn}^{(1)}\sin \theta d\theta d\varphi }{\int _{0}^{2\pi }\int _{0}^{\pi }|\mathbf {M} _{^{e}_{o}mn}^{(1)}|^{2}\sin \theta d\theta d\varphi }}}
при этом все коэффициенты при {\displaystyle m\neq 1} обнуляются, поскольку обнуляется интеграл по углу {\displaystyle \varphi } в числителе.
Затем накладываются
1) граничные условия на границе между шаром и окружающей средой (которые позволяют связать коэффициенты разложения падающего, внутреннего, и рассеянного полей),
2) условие ограниченности решения в начале координат (поэтому в радиальной части производящих функций {\displaystyle \psi _{^{e}_{o}mn}} для внутреннего поля выбираются сферические функции Бесселя),
3) для рассеянного поля асимптотика на бесконечности соответствует расходящееся сферической волне(в связи с этим для рассеянного поля в радиальной части производящих функций {\displaystyle \psi _{^{e}_{o}mn}} выбираются сферические функции Ханкеля первого рода).
Рассеянные поля записываются в виде разложения по векторным гармоникам как
{\displaystyle \mathbf {E} _{s}=\sum _{n=1}^{\infty }E_{n}\left(ia_{n}\mathbf {N} _{e1n}^{(3)}(k,\mathbf {r} )-b_{n}\mathbf {M} _{o1n}^{(3)}(k,\mathbf {r} )\right)}
{\displaystyle \mathbf {H} _{s}={\frac {k}{\omega \mu }}\sum _{n=1}^{\infty }E_{n}\left(a_{n}\mathbf {M} _{e1n}^{(3)}(k,\mathbf {r} )+ib_{n}\mathbf {N} _{o1n}^{(3)}(k,\mathbf {r} )\right)}
здесь верхний индекс {\displaystyle (3)} означает, что в радиальной части функций {\displaystyle \psi _{^{e}_{o}mn}} — сферические функции Ханкеля, и {\displaystyle E_{n}={\frac {i^{n}E_{0}(2n+1)}{n(n+1)}}},
а внутренние:
{\displaystyle \mathbf {E} _{1}=\sum _{n=1}^{\infty }E_{n}\left(-id_{n}\mathbf {N} _{e1n}^{(1)}(k_{1},\mathbf {r} )+c_{n}\mathbf {M} _{o1n}^{(1)}(k_{1},\mathbf {r} )\right)}
{\displaystyle \mathbf {H} _{1}={\frac {-k_{1}}{\omega \mu _{1}}}\sum _{n=1}^{\infty }E_{n}\left(d_{n}\mathbf {M} _{e1n}^{(1)}(k_{1},\mathbf {r} )+ic_{n}\mathbf {N} _{o1n}^{(1)}(k_{1},\mathbf {r} )\right)}
{\displaystyle k={\frac {\omega }{c}}n} — волновой вектор снаружи частицы, {\displaystyle k_{1}={\frac {\omega }{c}}{n_{1}}} — волновой вектор в среде из материала частицы, {\displaystyle n} и {\displaystyle n_{1}} — показатели преломления среды и частицы,
После применения граничных условий получаются выражения для коэффициентов:
{\displaystyle c_{n}(\omega )={\frac {\mu _{1}\left[\rho h_{n}(\rho )\right]'j_{n}(\rho )-\mu _{1}\left[\rho j_{n}(\rho )\right]'h_{n}(\rho )}{\mu _{1}\left[\rho h_{n}(\rho )\right]'j_{n}(\rho _{1})-\mu \left[\rho _{1}j_{n}(\rho _{1})\right]'h_{n}(\rho )}}}
{\displaystyle d_{n}(\omega )={\frac {\mu _{1}n_{1}n\left[\rho h_{n}(\rho )\right]'j_{n}(\rho )-\mu _{1}n_{1}n\left[\rho j_{n}(\rho )\right]'h_{n}(\rho )}{\mu n_{1}^{2}\left[\rho h_{n}(\rho )\right]'j_{n}(\rho _{1})-\mu _{1}n^{2}\left[\rho _{1}j_{n}(\rho _{1})\right]'h_{n}(\rho )}},}
{\displaystyle b_{n}(\omega )={\frac {\mu _{1}\left[\rho j_{n}(\rho )\right]'j_{n}(\rho _{1})-\mu \left[\rho _{1}j_{n}(\rho _{1})\right]'j_{n}(\rho )}{\mu _{1}\left[\rho h_{n}(\rho )\right]'j_{n}(\rho _{1})-\mu \left[\rho _{1}j_{n}(\rho _{1})\right]'h_{n}(\rho )}}}
{\displaystyle a_{n}(\omega )={\frac {\mu n_{1}^{2}\left[\rho j_{n}(\rho )\right]'j_{n}(\rho _{1})-\mu _{1}n^{2}\left[\rho _{1}j_{n}(\rho _{1})\right]'j_{n}(\rho )}{\mu n_{1}^{2}\left[\rho h_{n}(\rho )\right]'j_{n}(\rho _{1})-\mu _{1}n^{2}\left[\rho _{1}j_{n}(\rho _{1})\right]'h_{n}(\rho )}},}
Здесь {\displaystyle \rho =ka}, {\displaystyle \rho _{1}=k_{1}a}, где {\displaystyle a} — радиус наночастицы, {\displaystyle j_{n}} и {\displaystyle h_{n}} — сферические функции Бесселя и Ханкеля первого рода соответственно.

### Сечения рассеяния и экстинкции
Сечения рассеяния и экстинкции могут быть получены интегрированием соответствующих функций электрического и магнитного полей по внешней сфере большого радиуса. Из-за свойств ортогональности векторных сферических гармоник, получается простая связь коэффициентов Ми и сечений.
Сечение рассеяния:
{\displaystyle C_{sca}={\frac {2\pi }{k^{2}}}\sum _{n=1}^{\infty }(2n+1)(|a_{n}|^{2}+|b_{n}|^{2})}
сечение экстинкции:
{\displaystyle C_{ext}={\frac {2\pi }{k^{2}}}\sum _{n=1}^{\infty }(2n+1)\Re (a_{n}+b_{n})}

### Применение к субволновым частицам
Если в материале рассеивающего шара укладывается несколько длин волн, то рассеянные поля обладают некоторыми особенностями. Далее речь будет идти о виде электрического поля, поскольку магнитное поле получается из него взятием ротора.
Все коэффициенты Ми зависят от частоты и имеют максимумы, когда знаменатель близок к нулю (точное равенство нулю достигается для комплексных частот). При этом возможны ситуации, когда в рассеянии значительно доминирует вклад одной конкретной гармоники. Тогда на больших расстояниях от частицы диаграмма направленности рассеянного поля будет похожа на соответствующую диаграмму направленности угловой части векторных сферических гармоник. Гармоники {\displaystyle \mathbf {N} _{^{e}_{o}m1}} соответствуют электрическим диполям (если в разложении электрического поля доминирует вклад этой гармоники, то поле похоже на поле электрического диполя), {\displaystyle \mathbf {M} _{^{e}_{o}m1}} соответствуют электрическому полю магнитного диполя, {\displaystyle \mathbf {N} _{^{e}_{o}m2}} и {\displaystyle \mathbf {M} _{^{e}_{o}m2}} — электрический и магнитный квадруполи, {\displaystyle \mathbf {N} _{^{e}_{o}m3}} и {\displaystyle \mathbf {M} _{^{e}_{o}m3}} — октуполи, и так далее. Максимумы коэффициентов рассеяния (а также смена их фазы на {\displaystyle \pi }) называются мультипольными резонансами. Нули коэффициентов рассеяния относятся к анаполям.
Вид зависимости сечения рассеяния от длины волны и вклад конкретных резонансов сильно зависит от материала частицы. Так, например, для золотой частицы радиусом 100нм в оптическом диапазоне преобладает вклад электрического диполя в рассеяние, а для кремниевой есть ярко выраженные магнитный дипольный и квадрупольный резонансы. Для металлических частиц пик, видимый в сечении рассеяния, также называют локализованным плазмонным резонансом.
В пределе малых частиц или больших длин волн в сечении рассеяния доминирует электрический дипольный вклад.

Мультипольное разложение зависимости сечения рассеяния золотым шаром радиусом 100 нм от длины падающей плоской волны.
Мультипольное разложение зависимости сечения рассеяния шаром с показателем преломления n=4 радиусом 100 нм от длины падающей плоской волны.
Мультипольное разложение зависимости сечения рассеяния кремниевым шаром радиусом 100 нм от длины падающей плоской волны.

### Другие направления падающей плоской волны
В случае x-поляризованной плоской волны, падающей вдоль z, разложения всех полей содержали только гармоники с m=1, но для произвольной падающей волны это не так. Для повернутой плоской волны коэффициенты разложения можно получить, например, используя то, что при поворотах векторные сферические гармоники преобразуются друг через друга определенным образом.
При этом рассеянное поле будет раскладываться уже по всем возможным гармоникам:
{\displaystyle \mathbf {E} _{s}=\sum _{n=1}^{\infty }\sum _{m=0}^{n}E_{0}(D_{Memn}\mathbf {M} _{emn}^{(3)}(k,\mathbf {r} )+D_{Momn}\mathbf {M} _{omn}^{(3)}(k,\mathbf {r} )+D_{Nemn}\mathbf {N} _{emn}^{(3)}(k,\mathbf {r} )+D_{Nomn}\mathbf {N} _{omn}^{(3)}(k,\mathbf {r} ))}
Тогда сечение рассеяния будет выражаться через коэффициенты следующим образом:
{\displaystyle C_{sca}={\frac {2\pi }{\pi a^{2}k^{2}}}\sum _{n=1}^{\infty }{\frac {n(n+1)}{(2n+1)}}\times {\Bigl [}\sum \limits _{m=1}^{n}{\frac {(n+m)!}{(n-m)!}}(|D_{Memn}|^{2}+|D_{Momn}|^{2}+|D_{Nemn}|^{2}+|D_{Nomn}|^{2})+2|D_{Me0n}|^{2}+2|D_{Ne0n}|^{2}{\Bigr ]}.}

## Эффект Керкера

Суммарное электрическое поле скрещенных магнитного и электрического диполей, излучающих в фазе. Диаграмма направленности асимметрична, в одном направлении поля взаимоуничтожаются, а в другом складываются.

В 1983 году в работе Керкера, Ванга и Джайлса обсуждалась направленность рассеяния частицами с {\displaystyle \mu \neq 1}. В частности, было показано, что для гипотетических частиц с {\displaystyle \mu =\varepsilon } рассеяние назад полностью подавляется.
Кроме того, сечения рассеяния в направлении вперед и назад просто выражаются через Ми-коэффициенты:
{\displaystyle C_{sca}^{backward}={\frac {1}{a^{2}k^{2}}}{\bigg |}\sum _{n=1}^{\infty }{(2n+1)}(-1)^{n}(a_{n}-b_{n}){\bigg |}^{2}}
{\displaystyle C_{sca}^{forward}={\frac {1}{a^{2}k^{2}}}{\bigg |}\sum _{n=1}^{\infty }{(2n+1)}(a_{n}+b_{n}){\bigg |}^{2}}
Для определенных комбинаций коэффициентов выражения выше могут быть минимизированы.
Так, например, когда слагаемыми с {\displaystyle n>1} можно пренебречь (дипольное приближение), {\displaystyle (a_{1}-b_{1})=0}, отвечает минимальному рассеянию назад (магнитный и электрический диполи равны по модулю и находятся в фазе). Это условие также называется «первое условие Керкера», а {\displaystyle (a_{1}+b_{1})=0} — минимальному рассеянию вперед, «второе условие Керкера». Для точного решения задачи необходимо учитывать вклады всех мультиполей. Сумма электрического и магнитного диполей образует источник Гюйгенса
Для диэлектрических частиц максимальное рассеяние вперед наблюдается на длинах волн больших, чем длина волны магнитного дипольного резонанса, а назад — на меньших.
Также есть небольшое Видео на YouTube с объяснением эффекта.

## Диадная функция Грина шара
Функция Грина является решением следующего уравнения:
{\displaystyle \nabla \times \nabla \times {\bf {\hat {G}}}(\omega ,\mathbf {r} ,\mathbf {r} ')=\left({\frac {\omega }{c}}\right)^{2}\varepsilon (\mathbf {r} ,\omega ){\bf {\hat {G}}}(\omega ,\mathbf {r} ,\mathbf {r} ')+{\bf {\hat {1}}}\delta (\mathbf {r} -\mathbf {r} '),}
где {\displaystyle {\hat {\bf {1}}}} — единичная матрица, {\displaystyle \varepsilon (\mathbf {r} ,\omega )=\varepsilon _{1}(\omega )} для {\displaystyle r<a}, и {\displaystyle \varepsilon (\mathbf {r} ,\omega )=\varepsilon } для {\displaystyle r>a}. Поскольку все поля являются векторными, функция Грина представляет из себя матрицу 3 на 3 и называется диадной. Если в системе индуцированна поляризация {\displaystyle \mathbf {P} (\mathbf {r} )}, то поля выражаются как
{\displaystyle \mathbf {E} ^{\omega }({\mathbf {r} })=\omega ^{2}\mu \int \limits _{V}dV'{\hat {\bf {G}}}({\bf {r,r'}},k)\mathbf {P} ^{\omega }(\mathbf {r} ')}
Как и поля, функция Грина может быть разложена по векторным сферическим гармоникам.
Функция Грина свободного пространства:
{\displaystyle {\hat {\bf {G}}}^{0}({\mathbf {r} ,\mathbf {r} ',k})={\frac {\mathbf {e_{r}} \otimes \mathbf {e_{r}} }{k^{2}}}\delta (\mathbf {r} -\mathbf {r} ')+{\frac {ik}{4\pi }}\sum _{n=1}^{\infty }\sum _{m=0}^{n}(2-\delta _{m,0}){\frac {2n+1}{n(n+1)}}{\frac {(n-m)!}{(n+m)!}}\cdot }
{\displaystyle \left\{{\begin{array}{l}\cdot {\Bigl (}(\mathbf {M} _{emn}^{(1)}[k,\mathbf {r} ]\otimes {\mathbf {M} }_{emn}^{(3)}[k,\mathbf {r} ']+\mathbf {M} _{omn}^{(1)}[k,\mathbf {r} ]\otimes {\mathbf {M} }_{omn}^{(3)}[k,\mathbf {r} '])+({\mathbf {N} }_{emn}^{(1)}[k,\mathbf {r} ]\otimes {\mathbf {N} }_{emn}^{(3)}[k,\mathbf {r} ']+\mathbf {N} _{omn}^{(1)}[k,\mathbf {r} ]\otimes {\mathbf {N} }_{omn}^{(3)}[k,\mathbf {r} ']){\Bigr )},{\text{если }}r<r'\\\cdot {\Bigl (}(\mathbf {M} _{emn}^{(3)}[k,\mathbf {r} ]\otimes {\mathbf {M} }_{emn}^{(1)}[k,\mathbf {r} ']+\mathbf {M} _{omn}^{(3)}[k,\mathbf {r} ]\otimes {\mathbf {M} }_{omn}^{(1)}[k,\mathbf {r} '])+({\mathbf {N} }_{emn}^{(3)}[k,\mathbf {r} ]\otimes {\mathbf {N} }_{emn}^{(1)}[k,\mathbf {r} ']+\mathbf {N} _{omn}^{(3)}[k,\mathbf {r} ]\otimes {\mathbf {N} }_{omn}^{(1)}[k,\mathbf {r} ']){\Bigr )},{\text{если }}r>r'\end{array}}\right.}
В присутствии шара функция Грина также раскладывается по векторным сферическим гармоникам. Ее вид зависит от того, в какой среде находятся точки {\displaystyle \mathbf {r} } и {\displaystyle \mathbf {r} '}.
Когда обе точки снаружи шара({\displaystyle r>a,r'>a}):
{\displaystyle {\hat {\bf {G}}}^{00}({\mathbf {r} ,\mathbf {r} ',k,k_{1}})={\hat {\bf {G}}}^{0}({\mathbf {r} ,\mathbf {r} ',k})+{\frac {ik}{4\pi }}\sum _{n=1}^{\infty }\sum _{m=0}^{n}(2-\delta _{m,0}){\frac {2n+1}{n(n+1)}}{\frac {(n-m)!}{(n+m)!}}\cdot }
{\displaystyle \cdot {\Bigl (}a_{n}^{(0)}(\omega )(\mathbf {M} _{^{e}_{o}mn}^{(3)}[k,\mathbf {r} ]\otimes {\mathbf {M} }_{^{e}_{o}mn}^{(3)}[k,\mathbf {r} '])+b_{n}^{(0)}(\omega )({\mathbf {N} }_{^{e}_{o}mn}^{(3)}[k,\mathbf {r} ]\otimes {\mathbf {N} }_{^{e}_{o}mn}^{(3)}[k,\mathbf {r} ']){\Bigr )}}
где коэффициенты разложения:
{\displaystyle a_{n}^{(0)}(\omega )={\frac {\mu /\mu _{1}\left[\rho _{1}j_{n}(\rho _{1})\right]'j_{n}(\rho )-\left[\rho j_{n}(\rho )\right]'j_{n}(\rho _{1})}{\left[\rho h_{n}(\rho )\right]'j_{n}(\rho _{1})-\mu /\mu _{1}\left[\rho _{1}j_{n}(\rho _{1})\right]'h_{n}(\rho )}},}
{\displaystyle b_{n}^{(0)}(\omega )={\frac {n^{2}\mu _{1}/\mu \left[\rho _{1}j_{n}(\rho _{1})\right]'j_{n}(\rho )-n_{1}^{2}\left[\rho j_{n}(\rho )\right]'j_{n}(\rho _{1})}{n_{1}^{2}\left[\rho h_{n}(\rho )\right]'j_{n}(\rho _{1})-n^{2}\mu _{1}/\mu \left[\rho _{1}j_{n}(\rho _{1})\right]'h_{n}(\rho )}}.}
Обе точки внутри шара ({\displaystyle r<a,r'<a}) :
{\displaystyle {\hat {\bf {G}}}^{11}({\mathbf {r} ,\mathbf {r} ',k,k_{1}})={\hat {\bf {G}}}^{0}({\mathbf {r} ,\mathbf {r} ',k_{1}})+{\frac {ik_{1}}{4\pi }}\sum _{n=1}^{\infty }\sum _{m=0}^{n}(2-\delta _{m,0}){\frac {2n+1}{n(n+1)}}{\frac {(n-m)!}{(n+m)!}}\cdot }
{\displaystyle \cdot {\Bigl (}c_{n}^{(1)}(\omega )(\mathbf {M} _{^{e}_{o}mn}^{(1)}[k_{1},\mathbf {r} ]\otimes {\mathbf {M} }_{^{e}_{o}mn}^{(1)}[k_{1},\mathbf {r} '])+d_{n}^{(1)}(\omega )({\mathbf {N} }_{^{e}_{o}mn}^{(1)}[k_{1},\mathbf {r} ]\otimes {\mathbf {N} }_{^{e}_{o}mn}^{(1)}[k_{1},\mathbf {r} ']){\Bigr )},}
Коэффициенты разложения:
{\displaystyle c_{n}^{(1)}(\omega )={\frac {\mu _{1}/\mu \left[\rho h_{n}(\rho )\right]'h_{n}(\rho _{1})-\left[\rho _{1}h_{n}(\rho _{1})\right]'h_{n}(\rho )}{\left[\rho _{1}j_{n}(\rho _{1})\right]'h_{n}(\rho )-\mu _{1}/\mu \left[\rho h_{n}(\rho )\right]'j_{n}(\rho _{1})}},}
{\displaystyle d_{n}^{(1)}(\omega )={\frac {n_{1}^{2}\mu /\mu _{1}\left[\rho h_{n}(\rho )\right]'h_{n}(\rho _{1})-n^{2}\left[\rho _{1}h_{n}(\rho _{1})\right]'h_{n}(\rho )}{n^{2}\left[\rho _{1}j_{n}(\rho _{1})\right]'h_{n}(\rho )-n_{1}^{2}\mu /\mu _{1}\left[\rho h_{n}(\rho )\right]'j_{n}(\rho _{1})}}.}
Источник внутри, а наблюдение снаружи ({\displaystyle r>a,r'<a}) :
{\displaystyle {\hat {\bf {G}}}^{01}({\mathbf {r} ,\mathbf {r} ',k,k_{1}})={\frac {ik_{1}}{4\pi }}\sum _{n=1}^{\infty }\sum _{m=0}^{n}(2-\delta _{m,0}){\frac {2n+1}{n(n+1)}}{\frac {(n-m)!}{(n+m)!}}\cdot }
{\displaystyle \cdot {\Bigl (}a_{n}^{(1)}(\omega )(\mathbf {M} _{^{e}_{o}mn}^{(3)}[k,\mathbf {r} ]\otimes {\mathbf {M} }_{^{e}_{o}mn}^{(1)}[k_{1},\mathbf {r} '])+b_{n}^{(1)}(\omega )({\mathbf {N} }_{^{e}_{o}mn}^{(3)}[k,\mathbf {r} ]\otimes {\mathbf {N} }_{^{e}_{o}mn}^{(1)}[k_{1},\mathbf {r} ']){\Bigr )}}
коэффициенты разложения:
{\displaystyle a_{n}^{(1)}(\omega )={\frac {\left[\rho _{1}j_{n}(\rho _{1})\right]'h_{n}(\rho _{1})-\left[\rho _{1}h_{n}(\rho _{1})\right]'j_{n}(\rho _{1})}{\left[\rho _{1}j_{n}(\rho _{1})\right]'h_{n}(\rho )-\mu _{1}/\mu \left[\rho h_{n}(\rho )\right]'j_{n}(\rho _{1})}},}
{\displaystyle b_{n}^{(1)}(\omega )={\frac {nn_{1}\left[\rho _{1}j_{n}(\rho _{1})\right]'h_{n}(\rho _{1})-nn_{1}\left[\rho _{1}h_{n}(\rho _{1})\right]'j_{n}(\rho _{1})}{n^{2}\mu _{1}/\mu \left[\rho _{1}j_{n}(\rho _{1})\right]'h_{n}(\rho )-n_{1}^{2}\left[\rho h_{n}(\rho )\right]'j_{n}(\rho _{1})}}.}
Источник снаружи, а наблюдение внутри ({\displaystyle r<a,r'>a}) :
{\displaystyle {\hat {\bf {G}}}^{10}({\mathbf {r} ,\mathbf {r} ',k,k_{1}})={\frac {ik}{4\pi }}\sum _{n=1}^{\infty }\sum _{m=0}^{n}(2-\delta _{m,0}){\frac {2n+1}{n(n+1)}}{\frac {(n-m)!}{(n+m)!}}\cdot }
{\displaystyle \cdot {\Bigl (}c_{n}^{(0)}(\omega )(\mathbf {M} _{^{e}_{o}mn}^{(1)}[k,\mathbf {r} ]\otimes {\mathbf {M} }_{^{e}_{o}mn}^{(3)}[k_{1},\mathbf {r} '])+d_{n}^{(0)}(\omega )({\mathbf {N} }_{^{e}_{o}mn}^{(1)}[k,\mathbf {r} ]\otimes {\mathbf {N} }_{^{e}_{o}mn}^{(3)}[k_{1},\mathbf {r} ']){\Bigr )}}
где коэффициенты разложения:
{\displaystyle c_{n}^{(0)}(\omega )={\frac {\left[\rho h_{n}(\rho )\right]'j_{n}(\rho )-\left[\rho j_{n}(\rho )\right]'h_{n}(\rho )}{\left[\rho h_{n}(\rho )\right]'j_{n}(\rho _{1})-\mu /\mu _{1}\left[\rho _{1}j_{n}(\rho _{1})\right]'h_{n}(\rho )}},}
{\displaystyle d_{n}^{(0)}(\omega )={\frac {nn_{1}\left[\rho h_{n}(\rho )\right]'j_{n}(\rho )-nn_{1}\left[\rho j_{n}(\rho )\right]'h_{n}(\rho )}{n_{1}^{2}\mu /\mu _{1}\left[\rho h_{n}(\rho )\right]'j_{n}(\rho _{1})-n^{2}\left[\rho _{1}j_{n}(\rho _{1})\right]'j_{n}(\rho )}}.}

## Внешние ссылки
- SCATTERLIB и scattport.org Коллекции кодов по рассеянию света на FORTRAN, C++, IDL, Pascal, Mathematica и Mathcad
- Онлайн-калькулятор рассеяния Ми рассчитывает спектр сечения рассеяния и мультипольное разложение для произвольной многослойной сферы, есть расчёт ближнего поля. Параметры материалов взяты с сайта refractiveindex.info. Исходный код калькулятора открыт и является частью проекта  Scattnlay, открытого программного обеспечения на C++ для расчёта рассеяния Ми (решение для ближнего и дальнего поля многослойной сферы), с возможностью вызова из Python и JavaScript.
- Расчёт спектров поглощения агрегатов наночастиц, реализация расчетов по теории Ми для изолированных сферических наночастиц на Python.
- Рассеяние многослойной сферой Расчет в MatLab рассеяния от многослойной сферы в случаях, когда источник точечный диполь и плоская волна. Описание в  OSA Continuum
- JMIE (2D C++ код для расчета аналитических полей от бесконечного цилиндра, разработан Jeffrey M. McMahon)
- ScatLab. Программное обеспечение для  Windows.
- Онлайн Ми-калькулятор рассчитывает диаграммы направленности и др для конкретных параметров. Есть пакет Miepython того же автора на Python.
- phpMie Онлайн Ми-калькулятор на PHP.
- PyMieScatt, Решение Ми на Python.
- pyMieForAll, пакет для решения задачи Ми на C++ и оболочке Python.
- MiePlot программа для расчёта разнообразных физических эффектов, связанных с теорий Ми (только под Windows)